# Просна
Про̀сна (на полски: Prosna) е река в Централна Полша (войводства Ополско, Лодзко и Великополско), ляв приток на Варта (десен приток на Одра). Дължина 227 km, площ на водосборния басейн 4917 km²..

## Географска характеристика
Река Просна води началото си на 264 m н.в., от северозападната част на Краконско-Ченстоховското възвишение, на 0,5 km североизточно от село Бискупице (североизточната част на Ополско войводство). По цялото си протежение тече в северна посока в широка и плитка долина и спокойно течение през южната част на Великополско-Куявската низина. Влива се отляво в река Варта (десен приток на Одра), на 70 m н.в., на 3 km югозападно от град Пиздри, Великополско войводство.
Водосборният басейн на Просна обхваща площ от 4917 km², което представлява 9,02% от водосборния басейн на Варта. Речната ѝ мрежа е едностранна с по-добре развити десни притоци. На северозапад и изток водосборният басейн на Просна граничи с водосборните басейни на Обра, Листварта и други по-малки реки, леви притоци на Варта, а на юг и запад – с водосборните басейни на Видава, Барич и други по-малки реки, десни притоци на Одра. Основни притоци: десни – Лужица (37 km), Свендриня (49 km).
Просна има смесено снежно-дъждовно подхранване с ясно изразено пролетно пълноводие в резултат от снеготопенето и обилните валежи през периода. Среден годишен отток в устието 17,4 m³/s.

## Стопанско значение, селища
Водите на реката се използват предимно за битово и промишлено водоснабдяване. Най-голямо селище по течението ѝ е град Калиш.